# Valdarachas
Valdarachas község Spanyolországban, Guadalajara tartományban. Valdarachas Guadalajara, Yebes és Aranzueque községekkel határos. Lakosainak száma 55 fő (2024).

## Népesség
A település népessége az utóbbi években az alábbiak szerint változott:
| Lakosok száma | 31   | 28   | 29   | 40   | 42   | 38   | 34   | 40   | 43   | 55   |
|               | 2001 | 2004 | 2006 | 2009 | 2011 | 2014 | 2016 | 2019 | 2021 | 2024 |